# Epania brevipennis
Epania brevipennis là một loài bọ cánh cứng trong họ Cerambycidae.